# Corispermum papillosum
Corispermum papillosum är en amarantväxtart som först beskrevs av Carl Ernst Otto Kuntze, och fick sitt nu gällande namn av Modest Mikhaĭlovich Iljin. Corispermum papillosum ingår i släktet lusfrön, och familjen amarantväxter. Inga underarter finns listade i Catalogue of Life.